# Brogueira
Brogueira est une freguesia portugaise située dans le District de Santarém.
Avec une superficie de 21,07 km2 et une population de 1 065 habitants (2001), la paroisse possède une densité de 50,5 hab/km2.